# 김성재 (법조인)
김성재은 서울고등검찰청 검사장과 헌법위원회 위원을 역임한 법조인이다.

## 경력
- 1947 제1회 변호사시험 합격
- 1948 변호사 개업
- 1952 부산지검 진주지청 검사
- 1953 서울지검 검사
- 1955 부산지검 검사
- 1959 서울지검 검사
- 1960 대구지검 부장검사
- 1960 전주지검 차장검사
- 1963 청주지검장
- 1965 대구지검장
- 1968 법무부 검찰국장 겸 대검찰청 검사
- 1969 대검찰청 수사국장
- 1971 서울지검장
- 1973 서울고검장
- 1979 헌법위원회 상임위원
- 1979 제21회  사시2차 시험위원
- 1981 변호사 개업(서울)  일양합동법률사무소 변호사